# 昭和天皇87年のご生涯
『昭和天皇87年のご生涯』（しょうわてんのうはちじゅうななねんのごしょうがい）は、日本の第124代天皇、昭和天皇の治世とその事蹟を偲ぶために制作された映像であり、とりわけ第二次世界大戦後の象徴天皇としてのイメージ映像をメインに描いた作品である。
2005年（平成17年）11月27日の開館時より昭和天皇記念館（東京都立川市）にて上映されている。昭和天皇記念館展示施設内において約30分おきに繰り返し上映されており、館内に設置された5台の大型モニターにて観覧することができる。
主に1926年（大正15年/昭和元年）12月25日の即位後の映像が中心となっており、作品は、「ご即位・激動の日々」「巡幸・復興の日々」「ご公務」「儀式・行事と行幸」「国際親善」「平穏の日々・崩御」の6つのテーマで構成されている。各テーマ映像の長さが3分前後となっており、テーマに合わせて音楽も使い分けられている。上映時間は1回約20分。